# Chloroclystis comorana
Chloroclystis comorana là một loài bướm đêm trong họ Geometridae.